# 大東建託

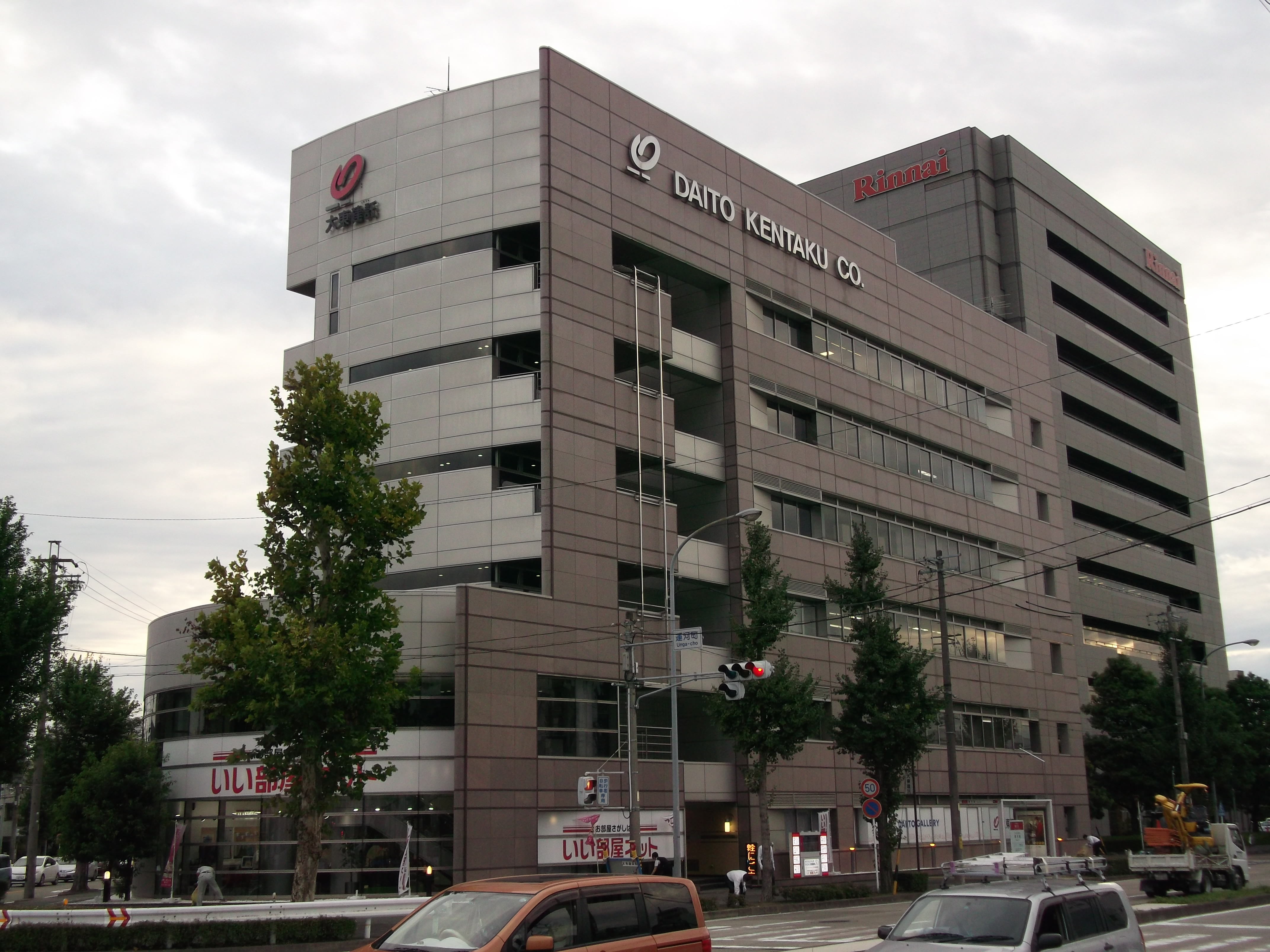
名古屋市中川区の旧本社（現存しない）

大東建託株式会社（だいとうけんたく、英: DAITO TRUST CONSTRUCTION CO.,LTD.）は、東京都港区に本社を置く建設および不動産会社。賃貸管理、仲介において業界トップであり、建物賃貸事業で最大手の企業である。名古屋市創業。北は旭川から南は沖縄までの47都道府県で235支店（2019年3月1日現在）を展開する。

## 概要
賃貸住宅の管理戸数では業界トップ、供給ベースでも業界第1位の大手である。主に自社が建築した賃貸住宅の居室をアパート経営のオーナーから借り上げて、入居者募集（不動産仲介）や建物管理を引受け、その物件から得られる一定収益をオーナーへ支払う「賃貸経営受託システム」（いわゆる収益保証型のサブリース）を全面に押し出している。賃貸住宅の提案から施工・客付け・建物管理（子会社の大東建託パートナーズ株式会社が担当）までシームレスに行っている。
2007年世界金融危機最中の2007年（平成19年）末より、個人資産管理会社を含めて発行済み株式の約3割を保有する創業者の多田勝美会長が株式を売却し、経営から身を引くことを表明し、全株式を取得して非公開化（マネジメント・バイアウト）も含めた複数の投資ファンドへの売却交渉を行っているとの報道がなされていたが、2008年（平成20年）10月3日、リーマン・ショックの影響を受けた株式相場の大幅下落等のため投資ファンドが資金調達ができなくなり売却中止を発表した。
2011年（平成23年）3月24日に多田会長の個人資産管理会社ダイショウが、保有する全株式（議決権比率31.96%）を自己株式の公開買付けに応募し売却。筆頭株主から外れた。なおこの自己株式は同月に消却されている。
子会社を通して、介護事業や保育施設運営、LPガス、少額短期保険などの多角化を行っている。

## スポーツ関連
大東建託・いい部屋ネットレディスを主催している。また2016年11月よりサッカー日本代表サポーティングカンパニーとなっている。現在は、福岡ソフトバンクホークスのメインスポンサーとなっている。(帽子の側面に大東建託のワッペンがついている)

## 沿革
- 1974年（昭和49年）6月 - 名古屋市千種区で多田勝美（三重県出身）が土地活用の賃貸建築を目的とした大東産業株式会社を設立。
- 1978年（昭和53年）9月 - 商号を大東建設株式会社に変更。
- 1988年（昭和63年）
  - 4月 - 商号を大東建託株式会社に再変更。
  - 12月 - 本社を名古屋市中川区に移転。
- 1989年（平成元年）3月 - 名古屋証券取引所第2部に上場。
- 1990年（平成2年）4月 - 本社を東京都品川区に移転。
- 1991年（平成3年）9月 - 名古屋証券取引所第1部に昇格。
- 1994年（平成6年）1月 - 不動産仲介業・ハウスコム株式会社設立。
- 1995年（平成7年）7月 - 中国の現地法人「上海大東建託有限公司」設立。外国人向けの賃貸住宅開発に参加。
- 1996年（平成8年）
  - 1月 - トップアンドホメックスの経営権を取得、ホームセンター事業に進出。
  - 9月 - 大東アジアディベロップメント、大東アジアインベストメントの2社を設立し、マレーシアでレジャーホテル事業の開発をスタート。
  - 10月 - 全国各地に販売子会社10社を設立。
- 1997年（平成9年）
  - 4月 - 小林建設の経営権を取得し、その商号を大東スチール株式会社とする。
  - 5月 - 大東建設株式会社（新法人）設立。
- 1998年（平成10年）
  - 7月 - 関西地区の賃貸物件の仲介を担当する関西ハウスコム株式会社設立。
  - 10月 - 経営の効率化のため、全国の販売会社10社を吸収合併。
- 1999年（平成11年）
  - 2月 - 在宅介護事業の子会社・ケアーパートナー株式会社設立。
  - 9月 - 大東建物管理株式会社設立。
- 2001年（平成13年）6月 - LPガス事業をスタートさせるため株式会社ガスパル関東、株式会社ガスパル中部発足。
- 2002年（平成14年）
  - 6月 - 株式会社ガスパル近畿、株式会社ガスパル中国、株式会社ガスパル九州の各社発足。
  - 8月 - 日本電建株式会社の経営を国際興業株式会社から移譲し、新日本電建株式会社として営業を開始。
- 2003年（平成15年）
  - 3月 - 上海ガーデンプラザ・グランドオープン。
  - 4月 - 本社を東京都港区港南の品川イーストワンタワーに移転する。
  - 7月 - 新日本電建の商号を大東住託株式会社に変更。
- 2004年（平成16年）
  - 1月 - ハウスコム株式会社と関西ハウスコム株式会社を統合。
  - 4月 - 大東建設株式会社が大東住託株式会社と合併。
  - 4月 - 多田勝美が社長を退任し、代表取締役会長となる。麻田守孝が社長に就任。
  - 8月 - 賃貸住宅の仲介ブランド「いい部屋ネット」スタート。
  - 10月 - マレーシアにホテル「ル・メリディアン・クアラルンプール」開設。
  - 12月 - 株式会社ガスパル東北設立。
- 2005年（平成17年）
  - 5月 - 障害者雇用の促進を目指した大東コーポレートサービス株式会社設立。
  - 7月 - 全国各地のLPガス事業会社・ガスパルグループを合併・経営統合し新会社・株式会社ガスパル設立。
- 2006年（平成18年）10月-当時の代表取締役社長である麻田守孝の健康上の理由により、多田勝美が代表取締役会長兼社長に就任。
- 2007年（平成19年）10月 - 多田勝美が社長を退任し、三鍋伊佐雄が社長となる。
- 2008年（平成20年）4月 - 家賃保障を行っていた無認可共済「大東共済会」を解散。子会社である大東建物管理株式会社による一括借り上げ方式に移行。
- 2010年（平成22年）7月 - 大東建物管理株式会社全額出資の大東ファーム株式会社を設立。
- 2011年（平成23年）6月 - ハウスコム株式会社が大阪証券取引所JASDAQ市場（スタンダード）に上場。
- 2012年（平成24年）8月 - シェアードサービスの導入により、業務生産性を上げる大東ビジネスセンター株式会社を設立。
- 2013年（平成25年）4月 - 熊切直美が代表取締役社長、門内仁志が代表取締役副社長に就任。
- 2017年（平成29年）
  - 1月 - 管理戸数が100万戸を突破。
  - 4月 - 大東建物管理株式会社を大東建託パートナーズ株式会社に社名変更。
  - 8月 - フジ・メディア・ホールディングス傘下のリアルエステートジャパン株式会社と業務提携[6]。
  - 11月 - 日本初ZEH基準を満たす賃貸集合住宅第1号が完成
- 2019年（平成31年）4月 -熊切直美が社長退任し取締役となり、小林克満が代表取締役社長に就任。
- 2023年（令和5年）4月 -小林克満が社長退任し取締役となり、竹内啓が代表取締役社長に就任。

## グループ会社
2018年3月時点で連結子会社28社、持分法適用関連会社3社を有している。
- 大東建託リーシング 100%
- 大東建託パートナーズ 100%
- 大東建設 100%
- ハウスコム 51.3%
- 大東スチール 100%
- 大東ファイナンス
- ケアパートナー
- ガスパル
- 大東みらい信託
- 少額短期保険ハウスガード
- DAITO ASIA DEVELOPMENT (MALASYIA)SDN.BHD.

## 歴代社長
| 代 | 氏名       | 期間            | 備考       |
| -- | ---------- | --------------- | ---------- |
| 1  | 多田勝美   | 1974年 - 2004年 |            |
| 2  | 麻田守孝   | 2004年 - 2006年 |            |
| 3  | 多田勝美   | 2006年 - 2007年 | 会長兼社長 |
| 4  | 三鍋伊佐雄 | 2007年 - 2013年 |            |
| 5  | 熊切直美   | 2013年 - 2019年 |            |
| 6  | 小林克満   | 2019年 - 2023年 |            |
| 7  | 竹内啓     | 2023年 -        |            |

## 賃貸経営受託システム（一括借上）
大東建託の賃貸経営受託システムは「35年一括借上」を謳っているが、「家賃保証されたサブリース契約においても、受託会社による賃料減額請求ができる」とする最高裁の判例がある。つまり、この方式は定額の家賃を保証するものではなく、入居率が悪い場合などは賃料減額の可能性があるため、契約時は十分に内容を精査し理解しておく必要がある。

## 公式キャラクター
- だいとくん[8]
- いいへやラビット[9]

声 - 鎌田梢、北守さいか（彼女お借りしますコラボ企画）、花江夏樹など

## CM出演者

### 現在
賃貸住宅事業
- 中井貴一

いい部屋ネット
- 山田裕貴
- 莉子

DK SELECT
- 玉木宏
- 木村文乃

「生きることは、託すこと。〜家族はつながる。つながってゆく。〜」
2018年よりキャストを一新（下述の大杉漣死去に伴う）。
- 松重豊
- 宮田早苗
- 池松壮亮
- 佐久間由衣

### 過去
企業
- 多田勝美 - 大東建設時代。
- 藤原令子 - 「みんなの想い」篇
- 大杉漣 - 「生きることは、託すこと。」
- 柄本佑 - 「生きることは、託すこと。」
- 辻沢杏子 - 「生きることは、託すこと。」
- 佐藤めぐみ - 「生きることは、託すこと。」
- 上白石萌音 - 「生きることは、託すこと。」

賃貸住宅事業
- 津川雅彦

いい部屋ネット
- 西田敏行
- 髙嶋政宏
- 純名りさ
- 高嶋政伸
- 大沢啓二
- 米倉涼子
- 佐藤隆太
- 豊田エリー
- 深田恭子
- 桜井日奈子
- 鈴木福 - 桜井日奈子と共演
- いか八朗 - 桜井日奈子と共演
- ハリセンボン - 桜井日奈子と共演
- 佐藤二朗
- 桜田ひより
- 横浜流星
- 伊藤沙莉

ほか

## 提供番組
テレビ
- めざましテレビ（フジテレビ）隔日7時台

ラジオ
- オールナイトニッポン（ニッポン放送）
  - 山田裕貴のオールナイトニッポン（2024年度のエンディングの協力スポンサー）
- 辛坊治郎ズーム そこまで言うか!（ニッポン放送）
- いい部屋ネット presents 佐藤二朗のいい部屋ジロー（TOKYO FM、2019年10月6日 - ）

## 不祥事・事件

### 従業員の自殺
- 2009年、自殺した同社社員について、長時間勤務や営業ノルマ、会社の損失のうち360万円を穴埋めするよう強要されたことによる精神的負担などが原因であるとして、遺族が同社を静岡地裁に提訴した[16]。

- 2010年、同社員の自殺の原因は上司からのパワーハラスメントであると、島田労働基準監督署（静岡県島田市）は労働災害の認定をした[17]。

- 2017年6月、八千代支店の50代社員が自殺している[18]。

- 2017年11月、赤羽支店の20代社員が社宅で首吊り自殺している[19]。

複数の社員らの証言によれば、2013年から14年ごろにかけて、川口支店、高崎支店、静岡東支店で、計4人の社員（1人は退職直後か）が自殺した可能性がある。